# Max-Schmeling-Halle
Max-Schmeling-Halle is een multifunctionele arena in Berlijn, Duitsland, vernoemd naar de beroemde Duitse bokser Max Schmeling. Naast de Uber Arena en de Velodrom, is het een van de grootste indoor sportarena's van Berlijn. De arena biedt plaats aan 8.861 tot 12.000 mensen.
De openingsceremonie vond plaats op 14 december 1996, in aanwezigheid van Max Schmeling.
In de arena gingen onder meer al het Wereldkampioenschap handbal vrouwen 1997, het Wereldkampioenschap handbal mannen 2007 en het Europese kampioenschappen turnen 2011 door. In 2026 worden hier wedstrijden van de groepsfase van het Wereldkampioenschap basketbal vrouwen 2026 georganiseerd.
De Max-Schmeling-Halle ligt in het voormalige grensgebied van Berlijn, in de buurt van het Mauerpark en naast het Friedrich Ludwig Jahn Sportpark. Het gebouw is gelegen in het district Prenzlauer Berg (stadsdeel Pankow).